# Anyphops kivuensis
Anyphops kivuensis is een spinnensoort in de taxonomische indeling van de Selenopidae.
Het dier behoort tot het geslacht Anyphops. De wetenschappelijke naam van de soort werd voor het eerst geldig gepubliceerd in 1968 door P. L. G. Benoit.